# جن پابرهنه
جن پابرهنه (انگلیسی: Barefoot Gen) (به ژاپنی: はだしのゲン) یک سری مانگای ژاپنی است که توسط Keiji Nakazawa خلق شده‌است. این مجموعه که تا حدودی بر اساس تجربیاتی بوده که شخص ناکازاوا از بمباران هیروشیما داشته‌است، موضوع‌اش پسر شش ساله‌ای است به نام جن ناکائوکا که در سال ۱۹۴۵ به همراه خانواده‌اش در شهر هیروشیما زندگی می‌کند.